# Grimaldi Minoan Lines
Grimaldi Minoan Lines, fino al 2017 nota come Minoan Lines, è una compagnia di navigazione italo-greca fondata nel 2017 in seguito all'entrata della Minoan Lines, fondata nel 1972, nel gruppo Grimaldi.

## Storia

### Minoan Lines
La Minoan Lines venne fondata nel 1972. La compagnia nei primi anni di servizio operò nelle acque interne greche con quattro unità navali che all'epoca erano tra le più moderne nell'Adriatico e riuscì anche ad aprire una rotta internazionale che partiva dal porto di Ancona e arrivava a Patrasso. Nei anni successivi la compagnia acquistò ulteriori traghetti e aprì collegamenti anche verso la Turchia, dal porto di Venezia e da quello di Trieste rendendola così tra le compagnie più forti dell'Adriatico.

### Declino e fine dei servizi
Negli anni novanta la compagnia dovette rimodernare la flotta a causa dell'entrata della compagnia Superfast Ferries che impiegò moderne navi che garantivano in 20 ore il collegamento Italia-Grecia. Nonostante ciò, la Minoan Lines fece un notevole investimento sulla propria flotta e riuscì a uscire dal cosiddetto "effetto Superfast", che causò il fallimento di alcune compagnie che collegavano l'Italia alla Grecia. Nonostante questi investimenti per la Minoan Lines iniziò un vero e proprio declino che comportò la chiusura delle linee verso la Turchia e di quelle per i porti di Venezia e Trieste.

### Grimaldi Minoan Lines
Già nel 2001 la Grimaldi siglò una partnership con la Minoan Lines per potenziare i collegamenti con la Grecia. Successivamente la Minoan decise di interromperla in quanto non aveva prodotto gli effetti sperati e aveva portato la compagnia in perdita. Nel 2013 la Minoan Lines decise nuovamente di "avvicinarsi" alla Grimaldi ma senza nessun accordo. Quattro anni dopo, la Grimaldi si fece nuovamente avanti e decise di farla entrare nel proprio gruppo. Nel 2017, dopo 35 anni di attività, la compagnia ha smesso di servire ogni tratta nell'Adriatico tra Grecia e Italia. Da quell'anno la compagnia ha cambiato nome in Grimaldi Minoan Lines, oltre a un cambio di livrea per le navi.

## Rotte effettuate

### Creta
| Linea             | Nave                           | Durata | Note |
| ----------------- | ------------------------------ | ------ | ---- |
| Il Pireo-Candia   | Knossos Palace / Festos Palace | 8 h    |      |
| Il Pireo-La Canea | Kydon Palace                   | 7 h    |      |

## Flotta
| Classe         | Nome             | Immagine | Tipo                   | Anno di costruzione | Cantiere                              | Stazza t.s.l. | Lunghezza (m) | Capacità   | Capacità | Capacità      | Velocità in nodi | Note                                                  |
| Classe         | Nome             | Immagine | Tipo                   | Anno di costruzione | Cantiere                              | Stazza t.s.l. | Lunghezza (m) | passeggeri | veicoli  | metri lineari | Velocità in nodi | Note                                                  |
| -------------- | ---------------- | -------- | ---------------------- | ------------------- | ------------------------------------- | ------------- | ------------- | ---------- | -------- | ------------- | ---------------- | ----------------------------------------------------- |
| Knossos Palace | Kydon Palace     |          | Fast Cruise Ferry      | 2000                | Fincantieri, Sestri Ponente           | 37.482        | 214           | 2.200      | 660      | 1.500         | 31,6             |                                                       |
| Olympia Palace | Knossos Palace   |          | Fast Cruise Ferry      | 2001                | Fincantieri, Sestri Ponente           | 36.800        | 214           | 1.922      | 730      | 2.000         | 29               |                                                       |
| Olympia Palace | Festos Palace    |          | Fast Cruise Ferry      | 2001                | Fincantieri, Sestri Ponente           | 36.800        | 214           | 1.922      | 730      | 2.000         | 29               |                                                       |
|                | Santorini Palace |          | HSC - High speed craft | 2005                | Austral Ships Pty Ltd, Fremantle      | 4.927         | 85            | 1.160      | 105      |               | 39               | Noleggiata a SeaJets con il nome Olympic Champion Jet |
| P223           | Florencia        |          | Ro-Pax                 | 2004                | Cantiere Navale Visentini, Porto Viro | 26.000        | 186           | 1.000      | 200      | 2.200         | 23,5             |                                                       |
| P223           | Venezia          |          | Ro-Pax                 | 2004                | Cantiere Navale Visentini, Porto Viro | 26.000        | 186           | 1.000      | 200      | 2.200         | 23,5             |                                                       |

### Del passato
| Nome            | Immagine | Numero IMO | Anni di servizio | Note                                                                  |
| --------------- | -------- | ---------- | ---------------- | --------------------------------------------------------------------- |
| Minos           |          | 5336143    | 1974-1984        | Demolita nel 1984 a Spalato                                           |
| Ariadne         |          | 6704402    | 1975-1999        | Demolita nel 2010 ad Aliağa                                           |
| Zakros          |          | 5241647    | 1977-1985        | Demolita nel 1985 a Spalato                                           |
| Knossos         |          | 6608098    | 1978-1998        | Demolita nel 2011 ad Alang                                            |
| El Greco        |          | 7225362    | 1979-2002        | Demolita nel 2008 ad Alang                                            |
| Festos          |          | 6524905    | 1984-1998        | Demolita nel 2003 ad Aliağa                                           |
| Agia Galini     |          | 7214117    | 1986-2002        | Affondata ad agosto 2006 al largo delle coste colombiane              |
| Fedra           |          | 7350088    | 1987-2000        | Demolita nel 2010 ad Alang                                            |
| King Minos      |          | 7214521    | 1987-2002        | Demolita nel 2019 a Gadani (Pakistan)                                 |
| Daedalus        |          | 7302342    | 1989-2005        | Demolita nel 2018 ad Aliağa                                           |
| N Kazantzakis   |          | 7215161    | 1989-2001        | Demolita con il nome Metropolis nel gennaio 2021 presso Alang (India) |
| Aretousa        |          | 7225142    | 1991             | Demolita nel 2007 ad Alang (India)                                    |
| Erotokritos     |          | 7394747    | 1991-2002        | Demolita nel 2011 ad Alang (India)                                    |
| Aretousa (II)   |          | 9088859    | 1995-2002        | Attuale Girolata de La Méridionale                                    |
| Ikarus Palace   |          | 9144811    | 1997-2013        | Attuale AF Mia di Adria Ferries                                       |
| Pasiphae Palace |          | 9161948    | 1998-2009        | Attuale Jean Nicoli di Corsica Linea                                  |
| Oceanus         |          | 9208083    | 2001-2004        | Attuale Mega Express Three di Corsica Ferries - Sardinia Ferries      |
| Ariadne Palace  |          | 9221310    | 2002-2006        | Attuale Moby Tommy di Moby Lines                                      |
| Prometheus      |          | 9208071    | 2001-2004        | Attuale Zeus Palace di Grimaldi Lines                                 |
| Ariadne         |          | 9135262    | 2008             | A noleggio concluso, la nave è ritornata alla Hellenic Seaways        |
| Knossos Palace  |          | 9204063    | 2000-2020        | Attuale Cruise Bonaria di Grimaldi Lines                              |
| Cruise Europa   |          | 9351490    | 2009-2021        | Attuale Cruise Europa di Grimaldi Lines                               |
| Cruise Olympia  |          | 9351505    | 2009-2021        | Attuale Cruise Sardegna di Grimaldi Lines                             |
| Corfù           |          | 9349758    | 2021             | Ritornato alla Grimaldi Lines il 30 maggio 2021                       |
| Zeus Palace     |          | 9208071    | 2021-2022        | Ritornato alla Grimaldi Lines ad aprile 2022                          |
| Europa Palace   |          | 9198939    | 2021-2023        | Ritornata alla Grimaldi Lines a febbraio 2023                         |